# Francisco Javier Balmis
Francisco Javier de Balmis y Berenguer (Alicante, 2 de diciembre de 1753-Madrid, 12 de febrero de 1819) fue un cirujano y médico militar español honorario de la corte del rey Carlos IV. Encabezó la Real Expedición Filantrópica de la Vacuna, también conocida como Expedición Balmis.

## Biografía
Nacido en Alicante el 2 de diciembre de 1753, en la entonces llamada plaza de la Fruta (actual plaza de la Santísima Faz), era hijo y nieto de cirujanos. Balmis terminó sus estudios secundarios a los diecisiete años y comenzó su carrera de medicina en el Hospital Militar del Rey en Alicante donde fue practicante al lado del cirujano mayor durante cinco años. En 1778 obtuvo en Valencia el título de cirujano. Años después se trasladó a La Habana y, más tarde, a la Ciudad de México. En la Ciudad de México, donde se graduó en Artes y sirvió como primer cirujano en el Hospital de San Juan de Dios. Allí pudo estudiar remedios para enfermedades venéreas (hoy llamadas infecciones de transmisión sexual), que le serviría para publicar más tarde el Tratado de las virtudes del agave y la begonia (Madrid, 1794).
De vuelta en España, se graduó como alumno libre (sin asistir a clase) de Bachiller en Medicina por la Real Universidad de Toledo, en 1798. Llegó a ser "cirujano de cámara" de Carlos IV. Persuadió al rey de enviar una expedición a América a propagar la recién descubierta vacuna de la viruela. Balmis y José Salvany fueron el alma de la expedición, junto a la enfermera  Isabel Zendal, encargada de la supervisión de los niños portadores del virus. La expedición partió del puerto de La Coruña el 30 de noviembre de 1803 a bordo de la corbeta María Pita. De allí viajó a San Juan de Puerto Rico, La Guaira, Puerto Cabello, Caracas, La Habana, Mérida, Veracruz y la Ciudad de México. La vacuna llegó a lugares tan lejanos como a Texas en el norte y a Nueva Granada en el sur. Aunque no el propio Balmis, otros miembros de su expedición, entre ellos el doctor Salvany, llevaron la vacuna a América del Sur, hasta Chiloé, en la actual República de Chile, y en esa época el territorio más al sur bajo dominio español en el Pacífico.
En la Ciudad de México, a Balmis le costó convencer al virrey José de Iturrigaray, pero finalmente él y su hijo fueron vacunados.
En septiembre de 1805 Balmis zarpó a bordo del Magallanes del puerto de Acapulco hacia Manila, capital de las Filipinas, y en 1806 volvió a España. En su viaje de regreso todavía difundió la vacuna por Macao y Cantón (China) y en la isla de Santa Elena, posesión inglesa del Atlántico Sur. Volvería a Nueva España de nuevo en 1810.
Escribió Instrucción sobre la introducción y conservación de la vacuna, y tradujo del francés un trabajo sobre el mismo asunto, el Tratado histórico-práctico de Jacques-Louis Moreau de la Sarthe.
El doctor Miguel Muñoz conservó y distribuyó la vacuna en México hasta 1844, cuando su hijo Luis se hizo cargo del proyecto. Tras Luis Muñoz, el doctor Luis Malanco estuvo al cargo, y así pudo salvarse la vida de decenas de miles de niños americanos.

## Legado
Su nombre ha quedado vinculado a la Real Expedición Filantrópica de la Vacuna —también conocida como «Expedición Balmis», en su honor— que realizó hacia las posesiones españolas de América y Filipinas para difundir la vacuna de la viruela, un hito en la historia de la medicina.
En 2020 el Ministerio de Defensa español nombró «Operación Balmis» al dispositivo de despliegue militar para luchar contra la pandemia de COVID-19.
El Hospital General de su ciudad, Alicante, recibe el nombre de "Hospital General Universitario de Alicante Doctor Balmis" desde el 27 de diciembre de 2021, cuando el Presidente de la Generalidad Valenciana Ximo Puig anunció la modificación del nombre.

## En la ficción
La escritora estadounidense de ascendencia dominicana, Julia Álvarez, dedicó su tercera novela a la expedición de Balmis: Saving the World (2006), Chapel Hill, NC: Algonquin Books. ISBN 9781565125100
La novela de Almudena de Arteaga Ángeles custodios (2010) sirvió de base de la producción de Televisión Española de un telefilm sobre la expedición Balmis en 2016, titulada 22 ángeles, dirigida por Miguel Bardem y con Pedro Casablanc en el papel de Balmis.
El ganador del Premio Planeta, Javier Moro, cuenta en clave novelística la historia de la expedición y sus protagonistas en su libro A flor de piel (2015), ISBN 9788432224942.
En el año 2021 Correos emitió un sello dedicado a Francisco Javier de Balmis y Berenguer.

## Galería

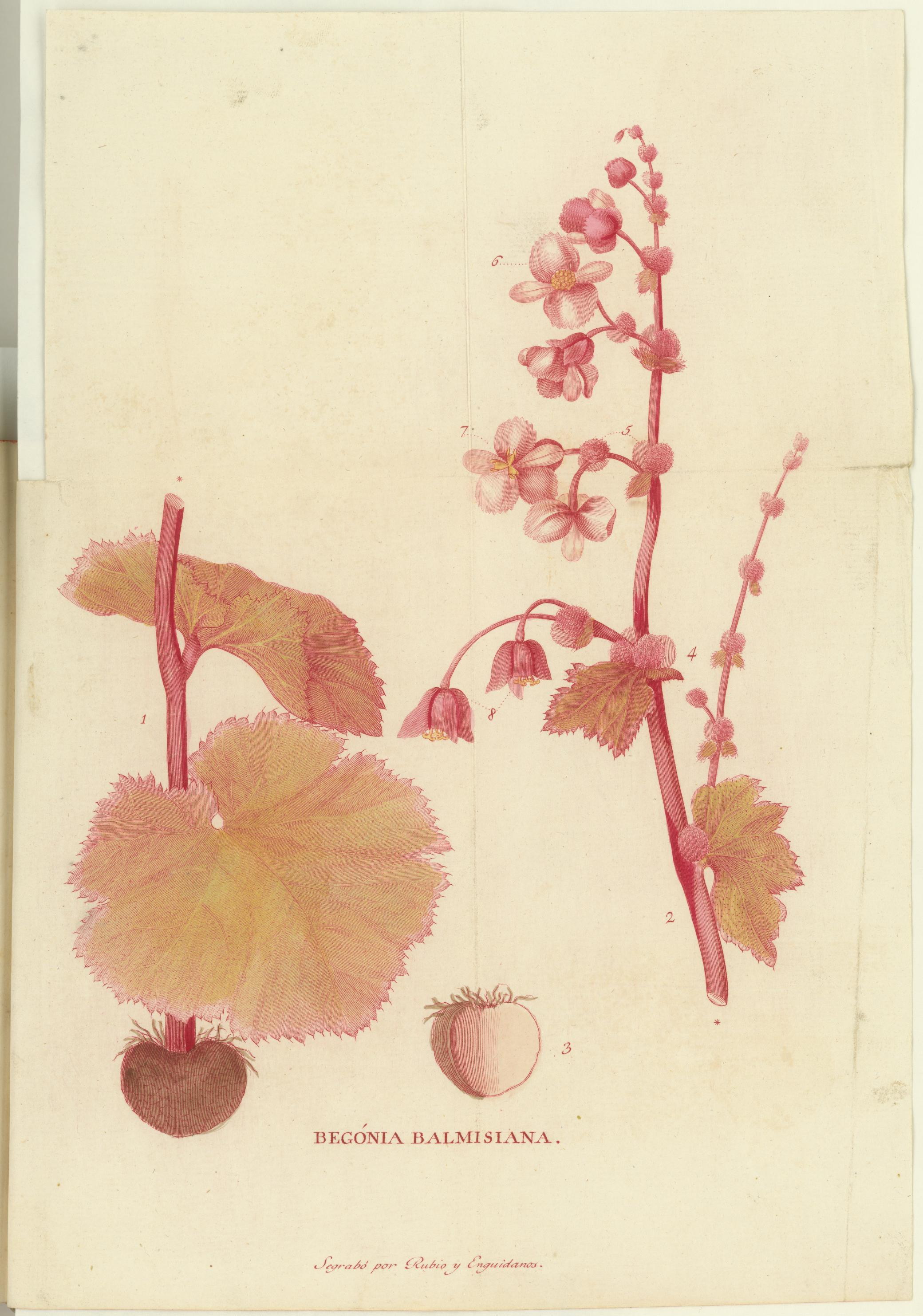
Begonia balmisiana, grabado de José Rubio, ilustración del tratado de Balmis Demostración de las eficaces virtudes nuevamente descubiertas en las raíces de dos plantas de Nueva España, especies de ágave y de begonia..., Madrid, Imprenta de la viuda de Ibarra, 1794.
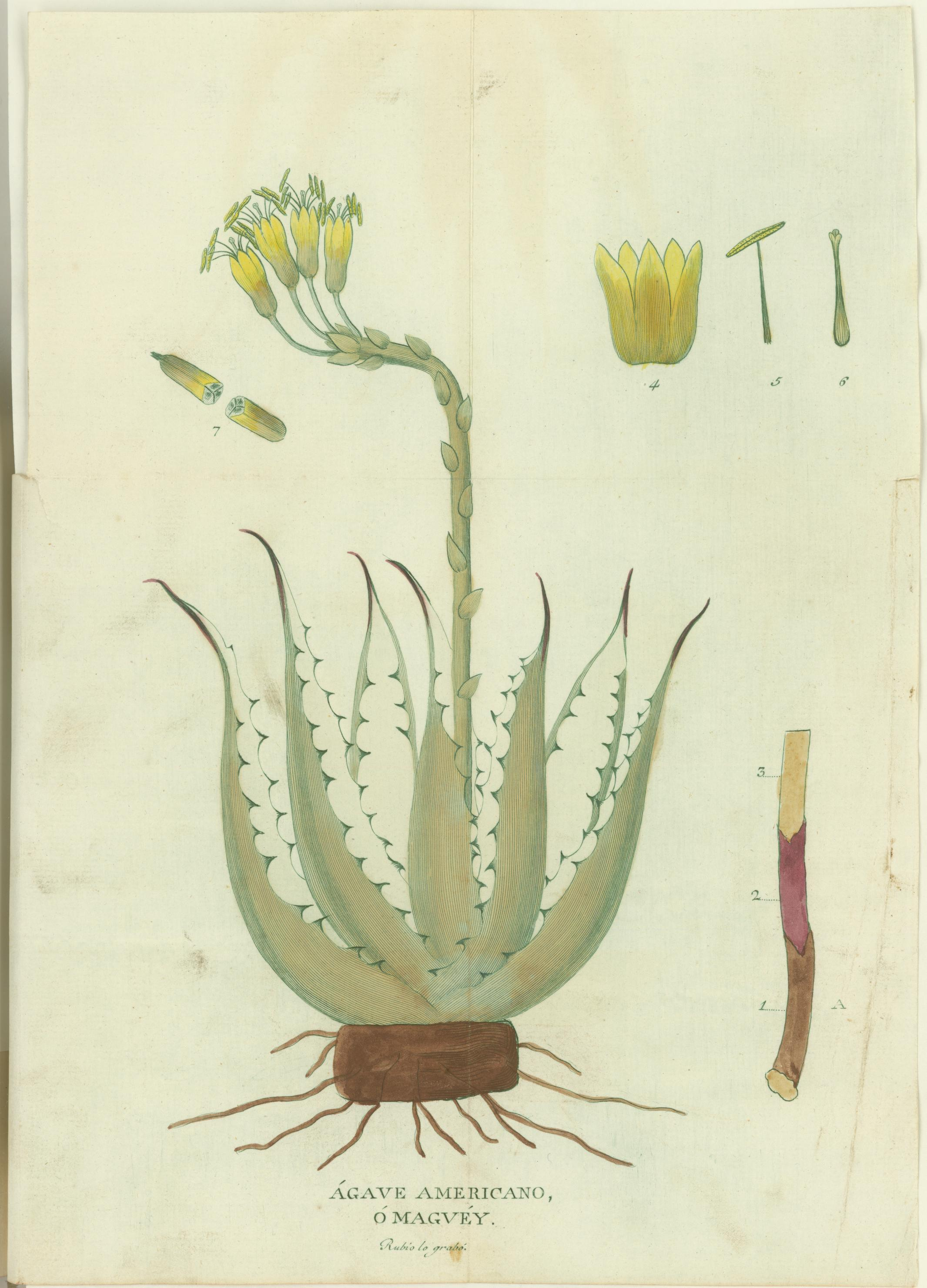
Ágave americano o maguey con detalles de la flor, pistilo, cáliz, estambre, y una porción de la raíz, grabado de José Rubio para la Demostración de las eficaces virtudes nuevamente descubiertas... (Madrid: 1794).